# Josef Müller (Rennfahrer)
Josef „Sepp“ Müller (* 29. August 1906 in München; † November 1963) war ein deutscher Motorradrennfahrer.

## Karriere
Müller begann seine Karriere vor dem Zweiten Weltkrieg im Seitenwagen der BMW-Maschinen von Wiggerl Kraus und Josef Stelzer. Sein erstes Rennen bestritt er 1932. Im Jahr 1935 gewann er in Kraus’ „Boot“ die FIM-World-Trophy bei der 17. Internationalen Sechstagefahrt in Oberstdorf. Nach dem Krieg fuhr Müller selbst und blieb dabei stets der Marke BMW treu.
In den Jahren 1947, 1948 und 1949 wurde er Deutscher Meister in der Seitenwagenklasse bis 1200 cm³, 1947 mit Josef Wenzhofer, 1948 mit Karl Fuchs bzw. Karl Rührschneck und 1949 ebenfalls mit Rührschneck. 1951 wurde das Reglement geändert. Die 1200er-Klasse wurde gestrichen, dafür kamen 750-cm³-Maschinen zum Einsatz. Sepp Müller gewann zusammen mit Hermann Huber die Deutsche Meisterschaft in der neuen Klasse. Als nach der Saison 1952 auch die 750-cm³-Klasse vom Terminkalender gestrichen wurde, zog sich Sepp Müller vom Rennsport zurück.
Sein Name ist in den Sieger-Listen fast aller deutschen Rennstrecken zu finden, darunter je drei Siege beim Hockenheimer Motorradrennen und auf dem Norisring, zwei beim Eifelrennen auf dem Nürburgring und je ein Sieg beim Eilenriederennen in Hannover, beim Hamburger Stadtparkrennen, beim Feldbergrennen, bei Rund um Schotten, beim Grenzlandring-Rennen sowie beim Dieburger Dreiecksrennen.

## Statistik

### Erfolge
- 1947 – Deutscher 1200-cm³-Gespann-Meister auf BMW (mit Beifahrer Josef Wenzhofer)
- 1948 – Deutscher 1200-cm³-Gespann-Meister auf BMW (mit den Beifahrern Karl Fuchs bzw. Karl Rührschneck)
- 1949 – Deutscher 1200-cm³-Gespann-Meister auf BMW (mit Karl Rührschneck)
- 1951 – Deutscher 750-cm³-Gespann-Meister auf BMW (mit Hermann Huber)

### Rennsiege
| Jahr | Klasse              | Maschine | Beifahrer                       | Rennen                        | Strecke                  |
| ---- | ------------------- | -------- | ------------------------------- | ----------------------------- | ------------------------ |
| 1936 | Gespanne (600 cm³)  | BMW      | als Beifahrer von Wiggerl Kraus | Hockenheimer Motorradrennen   | Hockenheimer Dreieck     |
| 1938 | Gespanne (1200 cm³) | BMW      | Karl Fuchs                      | Hamburger Stadtparkrennen     | Hamburger Stadtpark      |
| 1947 | Gespanne (1200 cm³) | BMW      | Hermann Eder                    | Rundstreckenrennen Hockenheim | Hockenheimring           |
| 1947 | Gespanne (1200 cm³) | BMW      | Josef Wenzhofer                 | Hamburger Stadtparkrennen     | Hamburger Stadtpark      |
| 1948 | Gespanne (1200 cm³) | BMW      | Weiß                            | Jubiläumsrennen Hockenheim    | Hockenheimring           |
| 1948 | Gespanne (1200 cm³) | BMW      | Karl Fuchs                      | Hamburger Stadtparkrennen     | Hamburger Stadtpark      |
| 1948 | Gespanne (1200 cm³) | BMW      | Karl Fuchs                      | Grenzlandring-Rennen          | Grenzlandring            |
| 1948 | Gespanne (1200 cm³) | BMW      | Karl Rührschneck                | Dieburger Dreiecksrennen      | Dieburger Dreiecksrennen |
| 1949 | Gespanne (1200 cm³) | BMW      | Karl Rührschneck                | Rund um Schotten              | Schottenring             |
| 1950 | Gespanne (1200 cm³) | BMW      | Karl Rührschneck                | Mai Pokal Rennen              | Hockenheimring           |
| 1950 | Gespanne (1200 cm³) | BMW      | Fred Minderlein                 | Feldbergrennen                | Feldbergring             |
| 1951 | Gespanne (750 cm³)  | BMW      | unbekannt                       | Eilenriederennen              | Eilenriede               |